# Costituzione della Repubblica Dominicana
La Repubblica Dominicana ha avuto 39 costituzioni, più di qualsiasi altro paese, dalla sua indipendenza nel 1844. Questa statistica è un indicatore un po' ingannevole della stabilità politica, tuttavia, a causa della pratica dominicana di promulgare una nuova costituzione ogni volta che è stato ratificato un emendamento. Sebbene tecnicamente diverse l'una dall'altra in alcune disposizioni particolari, la maggior parte delle nuove costituzioni conteneva in realtà solo lievi modifiche di quelle precedentemente in vigore. Ampie innovazioni costituzionali erano in realtà relativamente rare.
Il gran numero di costituzioni riflette tuttavia una mancanza fondamentale di consenso sulle regole che dovrebbero governare la vita politica nazionale. La maggior parte dei governi dominicani si è sentita in dovere di assumere l'incarico di scrivere nuove costituzioni che cambiassero le regole per adattarle ai propri desideri. Non solo i governi successivi spesso erano in forte disaccordo con le politiche e i programmi dei loro predecessori, ma spesso respingevano completamente il quadro istituzionale all'interno del quale i loro predecessori avevano operato. Il costituzionalismo - lealtà verso un insieme stabile di principi e leggi che governano piuttosto che alla persona che li promulga - divenne una questione di primaria importanza nella Repubblica Dominicana solo dopo la morte di Rafael Trujillo.
Storicamente i domenicani avevano concordato che il governo dovesse essere rappresentativo e vagamente democratico, che dovessero esserci diritti civili e politici, la separazione dei poteri, e i controlli ed equilibri. Oltre a ciò, tuttavia, il consenso si è rotto. In realtà il paese era stato alternativamente dominato nella sua storia da due tradizioni costituzionali, una relativamente democratica e l'altra autoritaria. Raramente c'erano stati tentativi di colmare il divario tra questi opposti sistemi.
L'attuale Costituzione è stata promulgata il 14 giugno 2015.

## Storia costituzionale

### Costituzioni prima di Trujillo
La prima costituzione dominicana fu promulgata il 6 novembre 1844, subito dopo che la nazione ottenne l'indipendenza da Haiti. Era un documento liberale con molti elementi familiari: separazione dei poteri, assegni e bilanci e un lungo elenco di diritti fondamentali. Tuttavia, un governo autoritario ha sostituito il governo liberale e democratico del paese durante il suo primo anno. Il nuovo regime ha proceduto a scrivere la propria costituzione. Questa seconda costituzione rafforzò considerevolmente l'esecutivo, indebolì i rami legislativo e giudiziario e conferì al presidente ampi poteri di emergenza, incluso il potere di sospendere i diritti fondamentali e di governare con decreto. Successivamente, la governance del paese si alternava spesso tra sistemi costituzionali liberali e autoritari.
Perfino il dittatore Rafael Trujillo si è sempre preoccupato di operare sotto la bandiera del costituzionalismo. Sotto Trujillo, tuttavia, il legislatore era semplicemente un timbro di gomma; i tribunali non erano indipendenti; e i diritti di base quasi cessarono di esistere. Governò come un tiranno, libero da restrizioni costituzionali. 

### Costituzioni dopo Trujillo
Dopo la morte di Trujillo nel 1961, la costituzione fu modificata per prevedere nuove elezioni e consentire il trasferimento del potere a un Consiglio di Stato ad interim. Sebbene promulgata come nuovo documento, la costituzione del 1962 fu in realtà una continuazione della costituzione di Trujillo, ed era quindi impopolare.
Nel 1964, il governo socialdemocratico liberamente eletto di Juan Bosch elaborò una nuova e molto più liberale costituzione. Separò chiesa e stato, poneva severi limiti alle attività politiche delle forze armate, stabiliva una vasta gamma di libertà civili e limitava i diritti di proprietà relativi ai diritti individuali. Queste disposizioni spaventarono gli elementi più conservatori della società dominicana, che si unirono per cacciare Bosch e la sua costituzione nel settembre 1963. Successivamente, la costituzione più conservatrice del 1962 fu restaurata. Nel nome del costituzionalismo, Bosch e i suoi seguaci lanciarono una rivoluzione nel 1965, il cui obiettivo era il ripristino della costituzione liberale del 1963.
In gran parte a seguito dell'intervento militare degli Stati Uniti dell'aprile 1965, la guerra civile si era estinta nel 1966. Con Joaquín Balaguer e il suo partito al comando, i dominicani scrissero ancora un'altra costituzione. Questo aveva lo scopo di evitare i conflitti e la polarizzazione del passato unendo le caratteristiche delle tradizioni liberali e conservatrici. La Costituzione del 1966 incorporava un lungo elenco di diritti fondamentali e prevedeva un legislatore rafforzato; tuttavia, ha anche dato ampi poteri all'esecutivo, compresi i poteri di emergenza. In questo modo, il paese ha cercato di colmare il divario tra le sue costituzioni democratiche e autoritarie, compromettendo le loro differenze.
Costituzioni successive sono state emanate nel 1994 e nel 2002. 

### Costituzione del 2010
Il presidente Leonel Fernández ha ordinato la stesura di una nuova costituzione. La costituzione ha affrontato notevoli critiche, sia all'estero che in patria, con gli oppositori che la definiscono "ingiustizia" e "passo indietro" la garanzia  sui diritti umani nel paese, in particolare nei confronti delle donne e degli omosessuali. Il divieto di matrimonio tra persone dello stesso sesso e l'aborto (articolo 55) è stato incluso per volere della Chiesa cattolica romana e dei cristiani evangelici. [Citazione necessaria] Di conseguenza, la Repubblica Dominicana è diventata la sesta giurisdizione al mondo con un divieto completo (senza eccezioni) di aborto (dopo Cile, Malta, El Salvador, Nicaragua e Città del Vaticano).

## Giorno della costituzione
Fino al 2011, si è tenuto un giorno festivo per commemorare il Giorno della Costituzione il 6 novembre. Da allora, si è tenuto il lunedì più vicino a quella data, al fine di garantire un fine settimana di tre giorni.

## Struttura della costituzione

### Parte dogmatica
- Titolo I, Si riferisce alla nazione, alla sovranità e al governo.
- Titolo II, Dei diritti fondamentali, garanzie e doveri.

### Parte organica
- Titolo III, Del Potere legislativo.
- Titolo IV, Potere esecutivo.
- Titolo V, Potere giudiziario.
- Titolo VI, Del consiglio nazionale della magistratura.
- Titolo VII, Del controllo costituzionale
- Titolo VIII, Del difensore civico.
- Titolo IX, Dell'ordinamento del territorio e dell'amministrazione locale.
- Titolo X, Del sistema elettorale.
- Titolo XI, Il regime economico e finanziario e della camera dei conti.
- Titolo XII, Delle forze armate, della politica nazionale e della sicurezza e difesa.
- Titolo XIII, Degli stati di eccezione.
- Titolo XIV, Delle riforme costituzionali.